# Лодвиговский, Стефан
Э́двард Сте́фан Лодвиго́вский (пол. Edward Stefan Łodwigowski, 14 августа 1815, Илжа — 12 ноября 1895, Варшава) — польский пианист и композитор.
Учился у своего отца, концертмейстера в городском оркестре. В 1827 году, после смерти отца, занял его место. В 1836 году отправился в Варшаву, где учился у Юзефа Новаковского (фортепиано) и Юзефа Эльснера (композиция). В дальнейшем жил и работал в Варшаве, был востребованным фортепианным педагогом.
Его сочинения носили салонный характер (преимущественно танцы: мазурки, полонезы, краковяки) и пользовались при жизни значительной популярностью. Также ему принадлежат несколько транскрипций из опер Станислава Монюшко.